# Acide 2,3-dihydroxy-3-méthylpentanoïque
L’acide 2,3-dihydroxy-3-méthylpentanoïque, également appelé acide 2,3-dihydroxy-3-méthylvalérique, est un composé chimique de formule brute C6H12O4. C'est un acide carboxylique méthylé et hydroxylé intermédiaire du métabolisme de l'isoleucine, de la leucine et de la valine, des acides aminés.